# Ipertonia
L'ipertonia è un aumento abnorme del tono del muscolo, caratteristica di varie patologie tra cui il Parkinson o l'emiparesi progressiva, dove troviamo una tensione spasmodica dei muscoli, facilmente visibile o riconoscibile al tatto. Inoltre, con lo stesso termine si intende anche un'eccessiva pressione.

## Patologie associate
La si ritrova in malattie genetiche a carattere ereditario, come la trisomia 18.

### Tipologia
Per quanto riguarda la pressione anomala, tipico è il caso della pressione intraoculare intercorrente nel glaucoma

## Manifestazioni
L'ingrossamento si esprime soprattutto al livello delle estremità degli arti, come le mani e i piedi.